# Wereldkampioenschappen baanwielrennen 1954
De wereldkampioenschappen baanwielrennen 1954 werden gehouden van 27 tot en met 29 augustus 1954 in het West-Duitse Keulen. Er stonden vijf onderdelen op het programma, drie voor beroepsrenners en twee voor amateurs.

## Uitslagen

### Beroepsrenners
| Onderdeel     | Goud               | Goud                | Zilver         | Zilver      | Brons         | Brons     |
| ------------- | ------------------ | ------------------- | -------------- | ----------- | ------------- | --------- |
| Sprint        | Reginald Harris    | Verenigd Koninkrijk | Arie van Vliet | Nederland   | Enzo Sacchi   | Italië    |
| Achtervolging | Guido Messina      | Italië              | Hugo Koblet    | Zwitserland | Lucien Gillen | Luxemburg |
| Stayeren      | Adolph Verschueren | België              | Jan Pronk      | Nederland   | Joe Bunker    | Australië |

### Amateurs
| Onderdeel     | Goud           | Goud                | Zilver           | Zilver              | Brons            | Brons               |
| ------------- | -------------- | ------------------- | ---------------- | ------------------- | ---------------- | ------------------- |
| Sprint        | Cyril Peacock  | Verenigd Koninkrijk | John Tressider   | Australië           | Georges Gaignard | Frankrijk           |
| Achtervolging | Leandro Faggin | Italië              | Peter Broterthon | Verenigd Koninkrijk | Norman Sheil     | Verenigd Koninkrijk |

### Medaillespiegel
| Plaats | Land                | Goud | Zilver | Brons | Totaal |
| 1      | Verenigd Koninkrijk | 2    | 1      | 1     | 4      |
| 2      | Italië              | 2    | 0      | 1     | 3      |
| 3      | België              | 1    | 0      | 0     | 1      |
| 4      | Nederland           | 0    | 2      | 0     | 2      |
| 5      | Australië           | 0    | 1      | 1     | 2      |
| 6      | Zwitserland         | 0    | 1      | 0     | 1      |
| 7      | Frankrijk           | 0    | 0      | 1     | 1      |
| 7      | Luxemburg           | 0    | 0      | 1     | 1      |
| Totaal | Totaal              | 5    | 5      | 5     | 15     |